# Lawless Range
Lawless Range (Brasil: País sem Lei ) é um filme norte-americano de 1935, do gênero faroeste, dirigido por Robert N. Bradbury e estrelado por John Wayne e Sheila Mannors.

## A produção
Produzido antes da Monogram Pictures fundir-se com quatro outros estúdios para formar a Republic Pictures, o filme acabou sendo lançado por esta última.
Lawless Range foi rodado em  Lone Pine, onde a temperatura chegava aos 43ºC. John Wayne, dublado por Jack Kirk, interpreta uma canção, On the Banks of the Sunny San Juan.

## Sinopse
John Middleton sai à procura do velho amigo Hank Mason, que desapareceu misteriosamente. Em suas investigações, ele é ajudado pela sobrinha de Hank, a bela Ann, e os dois se apaixonam. Tendo descoberto que o vilão a ser  combatido é o banqueiro Frank Carter—que planeja ficar com as terras do vale --, eles se juntam aos rancheiros para colocar o criminoso atrás das grades.

## Elenco
| Ator/Atriz        | Personagem                |
| ----------------- | ------------------------- |
| John Wayne        | John Middleton            |
| Sheila Mannors    | Ann Mason                 |
| Frank McGlynn Jr. | Frank Carter              |
| Jack Curtis       | Delegado federal          |
| Wally Howe        | Hank Mason                |
| Julia Griffith    | Marie Mason               |
| Yakima Canutt     | Joe Burns                 |
| Earl Dwire        | Emmett                    |
| Charles Brinley   | Rancheiro (não-creditado) |